# Italo Casali
Italo Casali (2 luglio 1940 – 12 aprile 2019) è stato un tiratore a segno sammarinese.

## Biografia
Nato nel 1940, a 32 anni partecipò ai Giochi olimpici di Monaco di Baviera 1972, nel fucile 50 metri 3 posizioni, chiudendo 65º con 1026 punti. Iscritto anche alla gara di fucile 50 metri seduti, non vi ha preso parte.
Quattro anni dopo prese di nuovo parte alle Olimpiadi, quelle di Montréal 1976, sempre nel fucile 50 metri 3 posizioni, terminando 56º con il punteggio di 1009.
Morì nel 2019, a 78 anni.